# Trylon et Perisphere
Le Trylon et la Perisphere sont deux structures modernistes monumentales de l'Exposition universelle de New York de 1939-1940 dont le thème était « le monde de demain ». Elles ont été imaginées par les architectes Wallace Harrison et J. Andre Fouilhoux. La Perisphere, à l'époque la plus grande sphère au monde avec ses 55 m de diamètre, accueille un diorama d'Henry Dreyfuss intitulé « Démocracité »,  qui, en accord avec le thème de l'exposition, dépeint une ville utopique du futur. Cette sphère est reliée au Trylon, une pyramide de 186 m de haut, par un escalier mécanique, le plus long de l'époque. Les deux monuments ont été démontés pour l'effort de guerre, juste avant la Seconde Guerre mondiale.

## Choix du projet

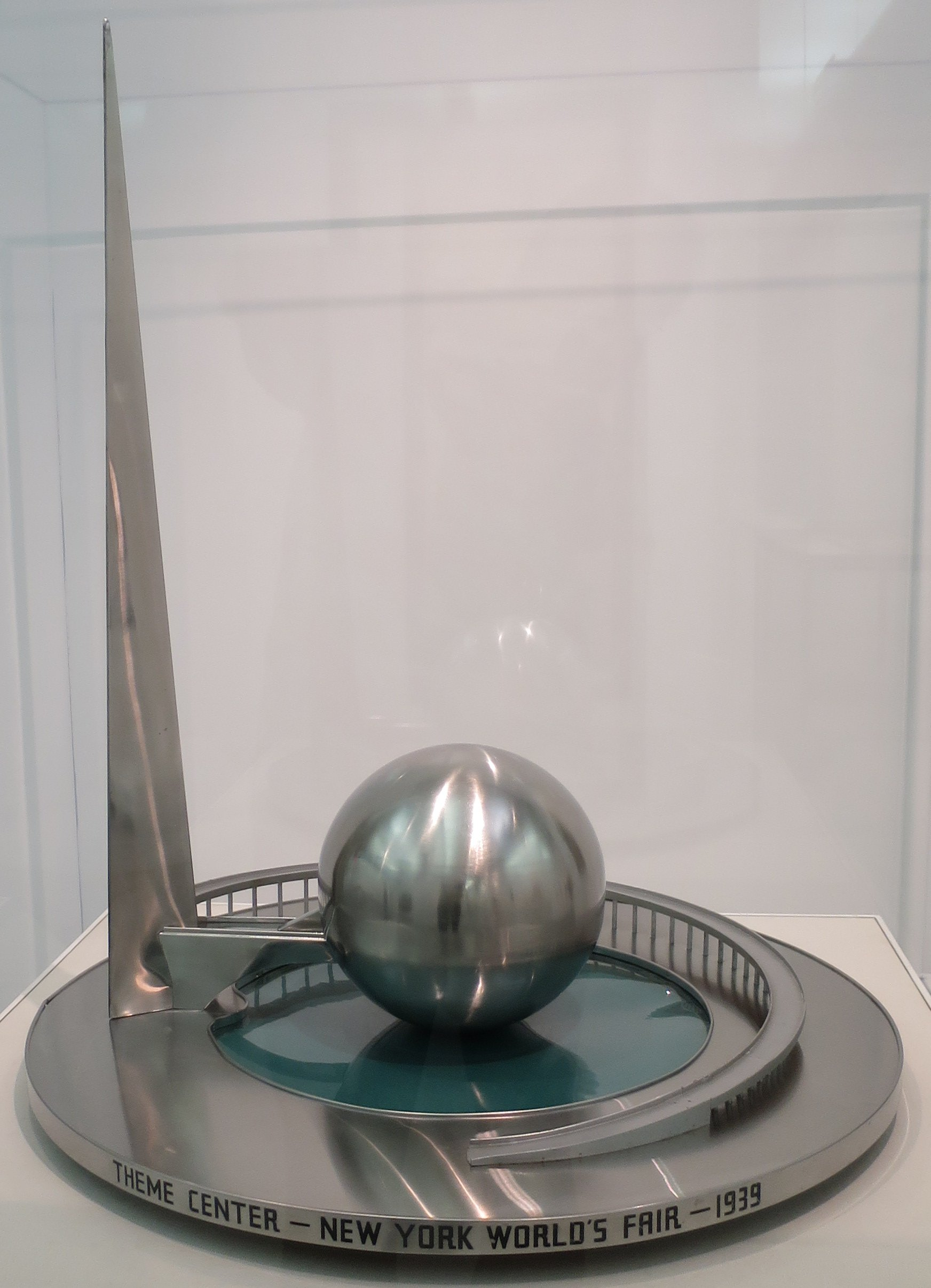
Modèle pour le Trylon et la Perisphere (1938).

L'Exposition universelle de New York 1939-1940, l'une des plus grandes expositions universelles jamais organisées et la deuxième exposition universelle américaine la plus coûteuse, est un projet ambitieux dans la période d'incertitude qui suit la Grande Dépression et qui précède la Seconde Guerre mondiale,.
Si le thème initial de l'exposition était la commémoration du 150e anniversaire de l'investiture de George Washington et sa ratification de la Constitution, le thème avant-gardiste « le monde de demain » est finalement choisi en 1936. Les différents commanditaires s'emparent de l'idée et le consumérisme américain l'emporte. L'évènement célèbre ainsi également la consommation, la commercialisation et la foi dans les affaires et l'industrie américaines.
L'exposition se déroule à Flushing Meadows-Corona Park, une ancienne décharge du Queens, sur une surface de plus de 486 ha,.
Tout comme la France avait impressionné le monde entier avec la Tour Eiffel lors de l'Exposition de 1889 et la « grande roue de Chicago » avait fasciné le public à l'Exposition de 1893 de Chicago, les organisateurs de l'édition 1939-1940 de l'exposition universelle souhaitent présenter une œuvre imposante. Dans un premier temps, il est proposé de construire une statue géante de Diane. L'idée, jugée pas assez innovante, trop ancrée dans le passé et trop éloignée du thème, n'est pas retenue. En 1936, après un concours, Wallace Harrison et J. André Fouilhoux sont engagés pour imaginer et concevoir la pièce centrale de cette exposition,,. Ils proposent un théâtre circulaire avec un diorama montrant les interactions entre les milieux urbains et ruraux, accompagné de deux tours jumelles d'une centaine de mètres de hauteur. L'idée est toutefois jugée trop peu innovante. Ce n'est qu'à la mi-mars 1937 que le projet final est présenté. Il s'agit d'une pyramide à base triangulaire de 213 m de haut et d'une sphère de 61 m de diamètre, le tout recouvert de béton et peint en blanc,.
Le nom Trylon and Perisphere est donné au projet. Il s'agit d'un néologisme basé sur le grec,. Le préfixe grec peri-, qui signifie « tout autour », « environ » ou « enfermé » désigne la sphère (Perisphere) tandis que try désigne le nombre trois, le nombre de faces du Trylon,.
Dans ce projet, les visiteurs entrent d'abord dans le Trylon, avant d'être conduits vers la Perisphere. À l'intérieur de celle-ci, une exposition d'Henry Dreyfuss est accessible. Autour de la sphère, une rampe de 290 m de long et 5 m de large est imaginée pour quitter l'exposition à l'intérieur de la Perisphere. On lui donne le nom d'Helicline,.

## Construction

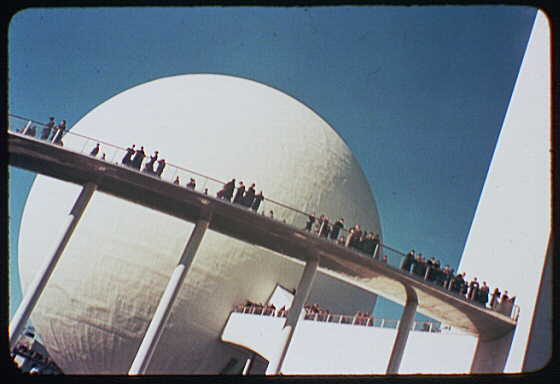
Helicline, passerelle entourant la Perisphere avec des visiteurs. Elle est recouverte de miroirs.

Malheureusement, les contraintes techniques et le coût total du projet demandent de revoir à la baisse les ambitions. La pyramide sera finalement haute de 186 m et la sphère aura un diamètre de 55 m. Le revêtement en béton est abandonné au profit d'une couche de plâtre et d'un stuc blanc. Le résultat n'est malheureusement pas aussi élégant : la surface extérieure a un aspect plus granuleux qui l'éloigne légèrement de l'idéal d'une structure lisse et parfaite. Le coût total du projet est estimé à 1,7 million de dollar.
Des essais en soufflerie montrent que des rafales de vent pourraient entrainer une inondation de la structure placée au centre d'un bassin,. Il est donc décidé de surélever la sphère du sol grâce à huit piliers en acier,,. Ce rehaussement a cependant quelques conséquences sur l'esthétique de la structure, étant donné que la sphère ne donne plus l'illusion de flotter sur l'eau. On recouvre donc les piliers de miroirs et on augmente la pression des fontaines pour dissimuler les piliers derrière les jets d'eau,. Les derniers essais en soufflerie montreront que la structure peut résister à des vents de 140 km/h.
La construction nécessite 2 000 m3 de béton, plus de 7 000 pièces individuelles en acier, et le poids total des deux monuments est d'environ 10 000 tonnes. Les piliers, qui supportent la sphère font 4 m de haut et 1,2 m de large, sont disposés en un cercle de 25 m de diamètre. Le bassin qui entoure la sphère a un diamètre d'environ 100 m, l'eau s'arrêtant à 2,4 m sous la sphère.
L'Helicline, qui permet de tourner autour de la Perisphere et de redescendre, est une passerelle de 290 m de long et 5,5 m de large. Les visiteurs peuvent admirer l'exposition depuis celle-ci, étant donné qu'il s'agit d'un des points les plus hauts du parc. Elle est recouverte de miroirs. Pour entrer dans le Trylon, les visiteurs empruntent un escalier mécanique, le plus long du monde à l'époque,.
La construction du Trylon et de la Perisphere se termine le 13 août 1938 et est célébrée par le maire de l'époque, Fiorello La Guardia. Aucun des 54 ouvriers du chantier n'aura été blessé, si ce n'est un orteil écrasé pour l'un d'entre eux.

## Democracity
À l'intérieur de la Perisphere, Henry Dreyfuss imagine un diorama intitulé Democracity (Democracité). Il y dépeint une ville futuriste idéale qui couvre une surface de 28 500 km2 et peut accueillir 1 500 000 habitants. Sur base des travaux d'Ebenezer Howard, une banlieue est présente, avec un quartier central des affaires (Centerton), des quartiers industriels et des quartiers résidentiels. Le tout est entouré de champs et de forêts et les différents éléments de la ville sont interconnectés par des autoroutes modernes. Après avoir payé 25 cents, le public accède à l'exposition et se retrouve sur deux balcons mobiles pour admirer, en hauteur, le diorama,,. Une présentation est lancée toutes les six minutes. Une voix off, accompagnée par la musique Rising Tide du compositeur William Grant Still, présente la ville et ses avantages. Un cycle jour/nuit est mis en évidence et la ville s'éclaire grâce à une peinture phosphorescente pour simuler l'activité nocturne.

## L'Exposition

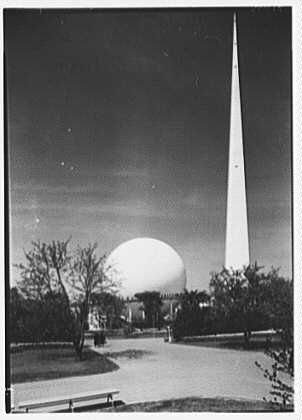
Vue sur le Trylon et la Perisphere durant l'exposition.

L'Exposition débute en avril 1939, soit quelques mois avant la Seconde Guerre mondiale. Le Trylon, avec ses 186 m de haut, attire directement le regard et est vu depuis de nombreux quartiers de New York. Il est ainsi possible de l'admirer depuis Manhattan et d'entrevoir sa pointe depuis le Bronx. Chaque nuit, plus de 340 projecteurs éclairent la Perisphere, ceux-ci ayant même nécessité l'élaboration de nouvelles technologies. Des bandes rouges, blanches et bleues, symbolisant les couleurs du drapeau américain, sont ainsi projetés sur la structure, avec des nuages passant devant. En 1939, le jour d'Halloween, la sphère est transformée en Jack-o'-lantern géante, avec la projection du célèbre visage.
L'entrée en guerre de certains pays européens affectera l'exposition. Ainsi, l'Espagne, en pleine guerre civile, ferme son pavillon dès 1939. Ensuite, avec les conquêtes de l'Allemagne nazie, les pavillons polonais, danois, norvégien, belge, néerlandais et français ferment également. De plus, le blanc immaculé de la Perisphere terni très vite avec la poussière et la pollution. Le Trylon est également endommagé et le 28 octobre 1939, des plaques tombent au sol, heureusement ne causant aucun blessé. L'année suivante, le 27 juillet 1940, un orage frappe durement l'exposition et la foudre s'abat quatre fois sur la structure, ne lui causant que des dégâts légers. Il est finalement décidé, après l'exposition, de démonter les deux structures, les frais de maintenance étant trop importants.
Le 27 octobre 1940, l'exposition ferme définitivement. Le dernier jour de son ouverture, elle a accueilli 550 000 visiteurs, un record de fréquentation. Dès le lendemain, les pavillons sont démolis. L'acier récupéré est très probablement utilisé pour l'effort de guerre,.

## Héritage

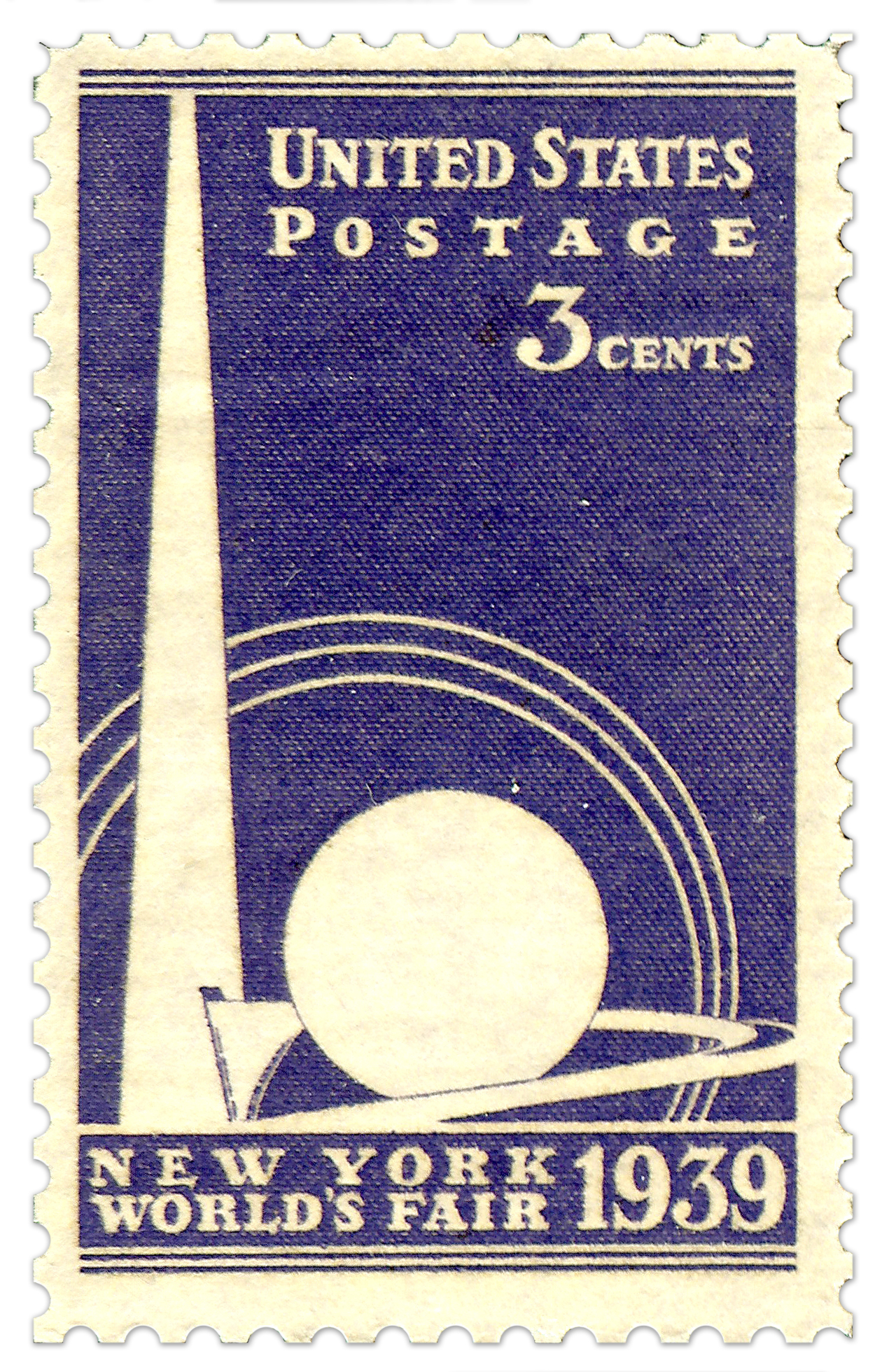
Trylon et Perisphere sur un timbre américain de 1939.

Le Trylon et la Périsphère sont devenus le symbole central de l'Exposition universelle de 1939-1940, leur image étant reproduite sur un large éventail de supports promotionnels et servant de point central à l'exposition. Les États-Unis ont émis un timbre-poste en 1939 représentant le Trylon et la Périsphère (photo). L'Unisphère, symbole de l'Exposition universelle de New York de 1964-1965, se trouve désormais à l'emplacement de la Périsphère,.

## Apparitions dans le monde culturel
- Compositeur (et orchestrateur de Rhapsody in Blue) Ferde Grofé a été mandaté par l'Exposition universelle pour composer une pièce de musique symphonique dédiée aux édifices sculptés.
- Le New Yorker a publié une caricature de George Price dans laquelle deux hommes déguisés en Trylon et Perisphere s'approchent du bureau de l'Exposition universelle, l'un disant : « Si cela ne nous fait pas entrer, rien ne le fera ».
- Le Trylon est mentionné dans la chanson de 1939 de Yip Harburg, Lydia the Tattooed Lady, rendue célèbre par Groucho Marx dans At The Circus .
- Le Trylon Theatre, situé sur le Queens Boulevard à Forest Hills, Queens, a fonctionné de décembre 1939 à décembre 1999. Le décor du théâtre comprenait plusieurs références à l'Exposition universelle de 1939-1940.
- Dans le film de 1941 Joies matrimoniales, les personnages vont à l'exposition. Les structures réelles sont présentées avec un long plan de caméra et sont clairement visibles pendant que les personnages sont coincés dans un manège.
- L'épisode L'Odyssée du vol 33 de The Twilight Zone présente une vue aérienne de ces structures pour indiquer qu'un Boeing 707 a voyagé dans le temps et est arrivé en 1939 ou 1940.
- Dans la série de bandes dessinées de DC Comics All-Star Squadron  (débutant en 1981 mais se déroulant pendant la Seconde Guerre mondiale), l'escadron utilise la Perisphere comme quartier général.
- Dans la série de bandes dessinées de DC Comics Young All-Stars (qui débute en 1987 mais se déroule également pendant la Seconde Guerre mondiale), utilise le Trylon et la Perisphere comme quartier général.
- La nouvelle d'Howard Waldrop de 1985 Heirs of the Perisphere décrit l'excavation de la capsule temporelle qui est enterrée lors de l'Exposition universelle de 1939.
- L'auteur-compositeur-interprète Aimee Mann a créé une chanson intitulée Cinquante ans après la foire pour son album de 1993 Something, dont le sujet est l'Exposition universelle de 1939. La chanson fait référence au Trylon et à la Perisphere tout en suggérant à quel point la vision brillante de l'avenir de l'exposition avait été réalisée au cours des « décennies à venir » désormais écoulées.
- Dans l'épisode de 1995 Aubrey de la série télévisée The X-Files, le protagoniste a des visions du Trylon et de la Perisphere, ce qui mène les détectives à un indice important.
- Le deuxième épisode de la quatrième saison de la série de Showtime Homeland s'intitule Trylon and Perisphere.
- L'album éponyme de 2000 Deltron 3030 présente une image de la Perisphere sur sa pochette.
- Un chapitre du roman de Michael Chabon, Les Extraordinaires Aventures de Kavalier et Clay, qui se passe en 1942, se déroule à l'intérieur de la Perisphere récemment abandonnée.
- Dans le roman semi-autobiographique World's Fair de l'auteur E. L. Doctorow, il raconte l'histoire d'un garçon nommé Edgar qui au début des années 1930 vit dans le Bronx. Le roman culmine avec l'Exposition universelle de 1939. Le Trylon et Perisphere sont référencés tout au long de l'histoire.
- Dans le roman de 1939 Doc Savage de Kenneth Robeson, World's Fair Goblin, le Trylon et la Perisphere sont représentés sur la couverture et font partie intégrante de l'histoire.
- Dans le roman de 1940 de la série des Nero Wofle de Rex Stout, Where There's a Will (chapitre 13), Archie Goodwin suggère à un policier d'« aller s'asseoir sur le trylon ».
- Le film utopique / dystopique de 2015 À la poursuite de demain contient des versions futuristes du Trylon, de la Perisphere et de l'Helicline. La Perisphere, contrairement à l'Exposition de 1939, contient un dispositif qui permet de voir dans le passé ; le passé est vu sur la surface intérieure de la sphère. De plus, contrairement à la Perisphere de 1939, la future Perisphere flotte dans les airs. Dans l'ouverture du film, l'image de Disneyland est modifiée pour inclure le trio. Ils apparaissent également dans l'animation de clôture.
- La nouvelle de 2017 Le passé est important pour nous de Tom Hanks, dans sa collection Uncommon Type, se déroule principalement à New York lors de l'Exposition universelle de 1939 et mentionne le Trylon et la Perisphere parmi d'autres sites.